# Дитрамсцел
Дитрамсцел (њем. Dietramszell) општина је у њемачкој савезној држави Баварска. Једно је од 21 општинског средишта округа Бад Телц-Волфратсхаузен. Према процјени из 2010. у општини је живјело 5.302 становника. Посједује регионалну шифру (AGS) 9173118.

## Географски и демографски подаци
Дитрамсцел се налази у савезној држави Баварска у округу Бад Телц-Волфратсхаузен. Општина се налази на надморској висини од 685 метара. Површина општине износи 96,8 km². У самом мјесту је, према процјени из 2010. године, живјело 5.302 становника. Просјечна густина становништва износи 55 становника/km².

## Међународна сарадња
| Мјесто | Држава    | Врста сарадње | Од    |
| ------ | --------- | ------------- | ----- |
|        | Француска | партнерство   | 1984. |
| Извор  |           |               |       |